# Gesetz zur Neugliederung von Gemeinden des Landkreises Schleiden
Das Gesetz zur Neugliederung von Gemeinden des Landkreises Schleiden wurde am 11. März 1969 verkündet und gliederte die Gemeinden im Landkreis (später Kreis) Schleiden neu.
Vor der Gemeindereform gab es im Landkreis Schleiden bereits eine freiwillige Fusion der Stadt Heimbach mit der Gemeinde Hausen zur neuen Stadt Heimbach, die gleichzeitig die Auflösung des Amtes Heimbach mit sich brachte.
Durch das Aachen-Gesetz fanden später einige weitere Veränderungen statt, unter anderem wurde der Kreis Schleiden in den neuen, größeren Kreis Euskirchen eingegliedert.

## Kurzbeschreibung
| I. Abschnitt  | Gebietsänderungen im Bereich der Gemeinden |
| § 1           | Zusammenschluss von Hellenthal, Hollerath, Udenbreth und Losheim zur neuen Gemeinde Hellenthal, Auflösung des Amtes Hellenthal |
| § 2           | Zusammenschluss von Baasem, Berk, Dahlem, Kronenburg und Schmidtheim zur neuen Gemeinde Dahlem, Auflösung des Amtes Schmidtheim |
| § 3           | Zusammenschluss von Bouderath, Buir, Engelgau, Frohngau, Holzmülheim, Pesch, Roderath, Tondorf, Zingsheim, Marmagen und Nettersheim zur neuen Gemeinde Nettersheim, Auflösung des Amtes Zingsheim                                                           |
| § 4           | Zusammenschluss von Ahrdorf, Alendorf, Blankenheim, Blankenheimerdorf, Dollendorf, Freilingen, Hüngersdorf, Lommersdorf, Mülheim, Reetz, Ripsdorf, Uedelhoven, Waldorf, Lindweiler und Rohr zur neuen Gemeinde Blankenheim, Auflösung des Amtes Blankenheim |
| § 5           | Zusammenschluss von Breitenbenden, Harzheim, Holzheim, Lorbach, Mechernich, Vussem-Bergheim, Kallmuth, Weyer, Berg, Bleibuir, Eicks, Floisdorf, Glehn und Hostel zur neuen Gemeinde Mechernich, Auflösung des Amtes Mechernich                              |
| § 6           | Zusammenschluss der Stadt Heimbach und der Gemeinden Hergarten und Vlatten zur neuen Stadt Heimbach, Auflösung des Amtes Hergarten |
| § 7           | Zusammenschluss von Golbach, Kall, Keldenich, Sistig, Sötenich, Urft, Wahlen und Wallenthal zur neuen Gemeinde Kall, Auflösung des Amtes Kall |
| II. Abschnitt | Schlussbestimmungen |
| § 8           | Bestätigung von Gebietsänderungsverträgen und Bestimmungen |
| § 9           | Bestätigung von Gebietsänderungsverträgen |
| § 10          | Bestätigung von Auseinandersetzungsverträgen |
| § 11          | Zuordnung zu den Amtsgerichten |
| § 12          | Neuwahlen der Gemeinderäte |
| § 13          | Inkrafttreten am 1. Juli 1969 |